# Płyn

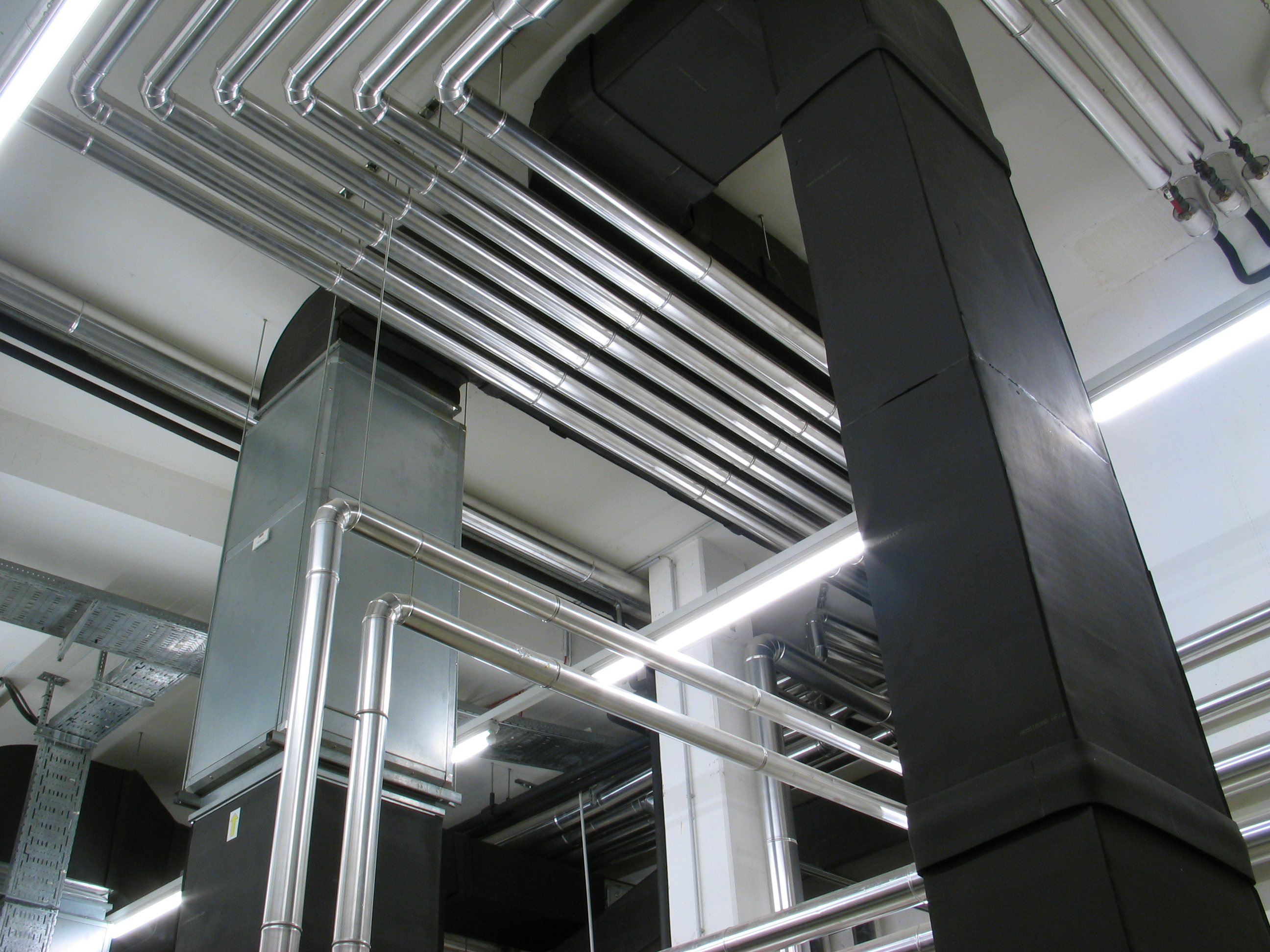
Do przesyłania płynów stosuje się rury, tu w kotłowni

Płyn – każda substancja, która może płynąć, tj. charakteryzuje się wielką łatwością zmieniania wzajemnego położenia poszczególnych elementów nawet dla niewielkich sił, w przeciwieństwie do ciał stałych, które przy niewielkich siłach wykazują proporcjonalność odkształcenia do naprężeń, w wyniku czego płyn może swobodnie przemieszczać się (przepływać).
Pojęcia płynu nie należy utożsamiać tylko z cieczą, gdyż płynami są nie tylko ciecze, ale także wszystkie gazy, plazma, a nawet takie mieszaniny różnych faz fizycznych jak piana, emulsja, zawiesina i pasta. Działem mechaniki opisującym płyny jest mechanika płynów.
Podstawową, mierzalną cechą płynów jest ich lepkość, czyli miara oporu wewnętrznego jaki stawia płyn poddawany naprężeniom ścinającym zmuszającym go do przepływu. Lepkości z kolei nie należy mylić z gęstością, co jest powszechne w języku potocznym. Najmniejszą ideową cząstką płynu jest element płynu. Rozpatrując płyny, rozważa się ich oddziaływania wewnętrzne oraz powierzchniowe.

## Statyka płynu
Równowagą płynu w spoczynku zajmuje się dział zwany statyką płynów. Zachowanie się płynu w spoczynku wynika z praw mechaniki. W makroskopowym opisie płynu kluczowymi zagadnieniami są rozchodzenie się ciśnienia w całej objętości płynu opisane przez prawo Pascala i zachowanie równowagi w obecności sił masowych opisywane przez prawo Archimedesa.

## Podział płynów

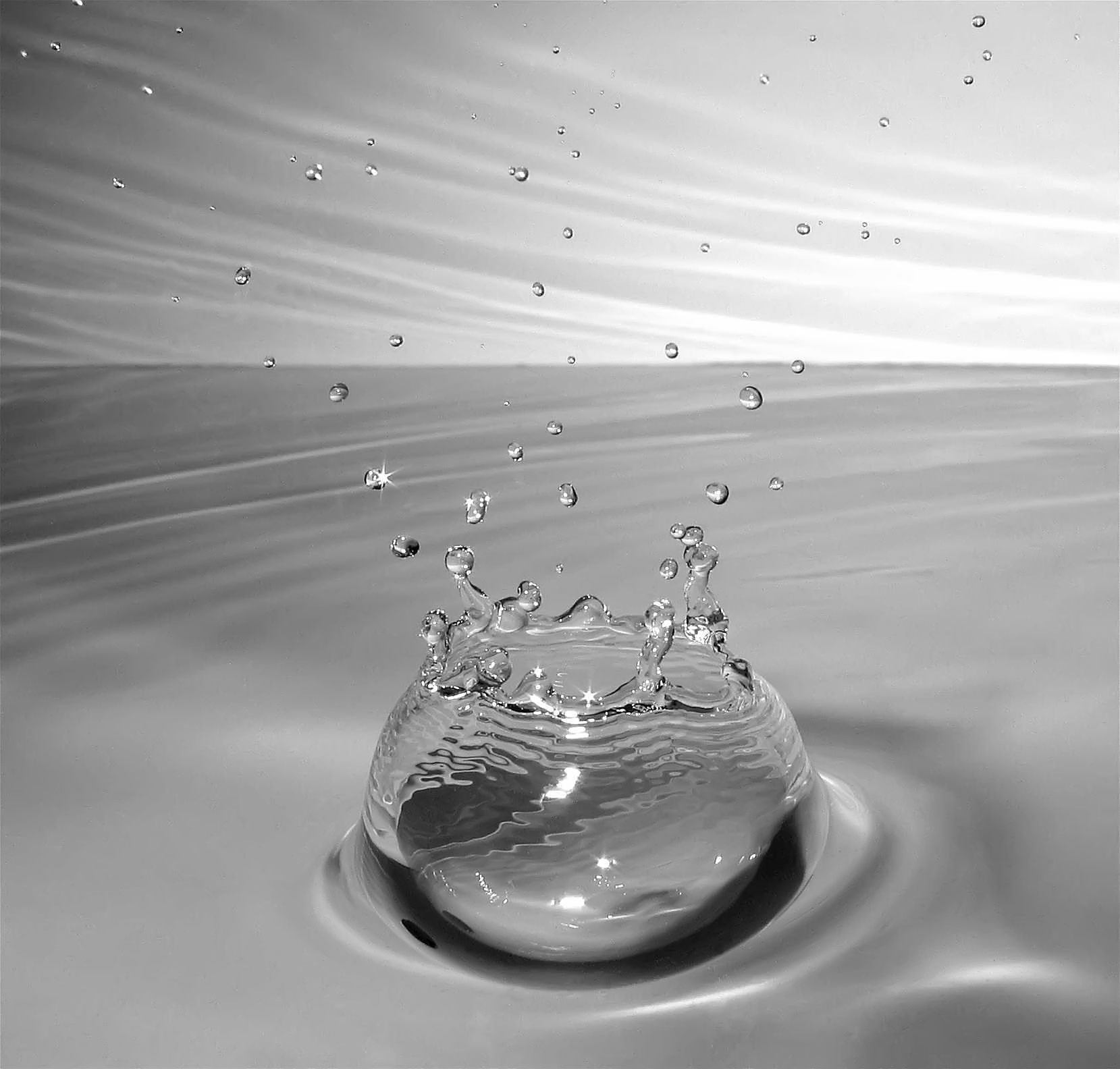
Pęknięcie bąbelka powietrza

W zależności od relacji między naprężeniami ścinającymi a szybkością odkształcenia płyny dzieli się na:
- płyn newtonowski – naprężenia są wprost proporcjonalne do szybkości odkształcenia,
- płyn nienewtonowski – naprężenia nie są proporcjonalne do szybkości odkształcenia,
  - płyny plastycznolepkie,
  - płyny pseudoplastyczne (rozrzedzane lub zagęszczane ścinaniem),
  - płyny tiksotropowe (posiadające zmienną lepkość zależną od historii ścinania).

### Dynamika płynów
W dynamice płynów wprowadza się modele płynów:
- płyn doskonały (nielepki i nieściśliwy),
- płyn lepki i nieściśliwy (ciecz idealna),
- płyn nielepki i ściśliwy (gaz nielepki),
- płyn rzeczywisty (model pełny, lepki i ściśliwy).

## Szczególne przypadki płynów
Szczególnym rodzajem płynów nieopisanych powyżej są płyny anizotropowe, których własności zależą od kierunku ich określania. Przykładami takich płynów są ciekłe kryształy.